# Margeners de Guissona
Els Margeners de Guissona són una colla castellera de Guissona (Segarra) creada l'any 2007. Els seus integrants porten camisa de color de terra mullada (marró). El nom de la colla fa referència als «margeners», l'antic ofici dels constructors de parets de marge, elements constructius de l'arquitectura popular que han donat forma i caràcter al paisatge de la Segarra i que va ser declarada patrimoni cultural.

## Història

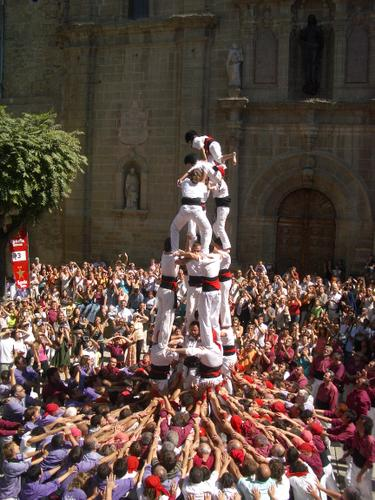
5 de 6 dels Margeners de Guissona, quan encara duien la camisa blanca (setembre de 2007)

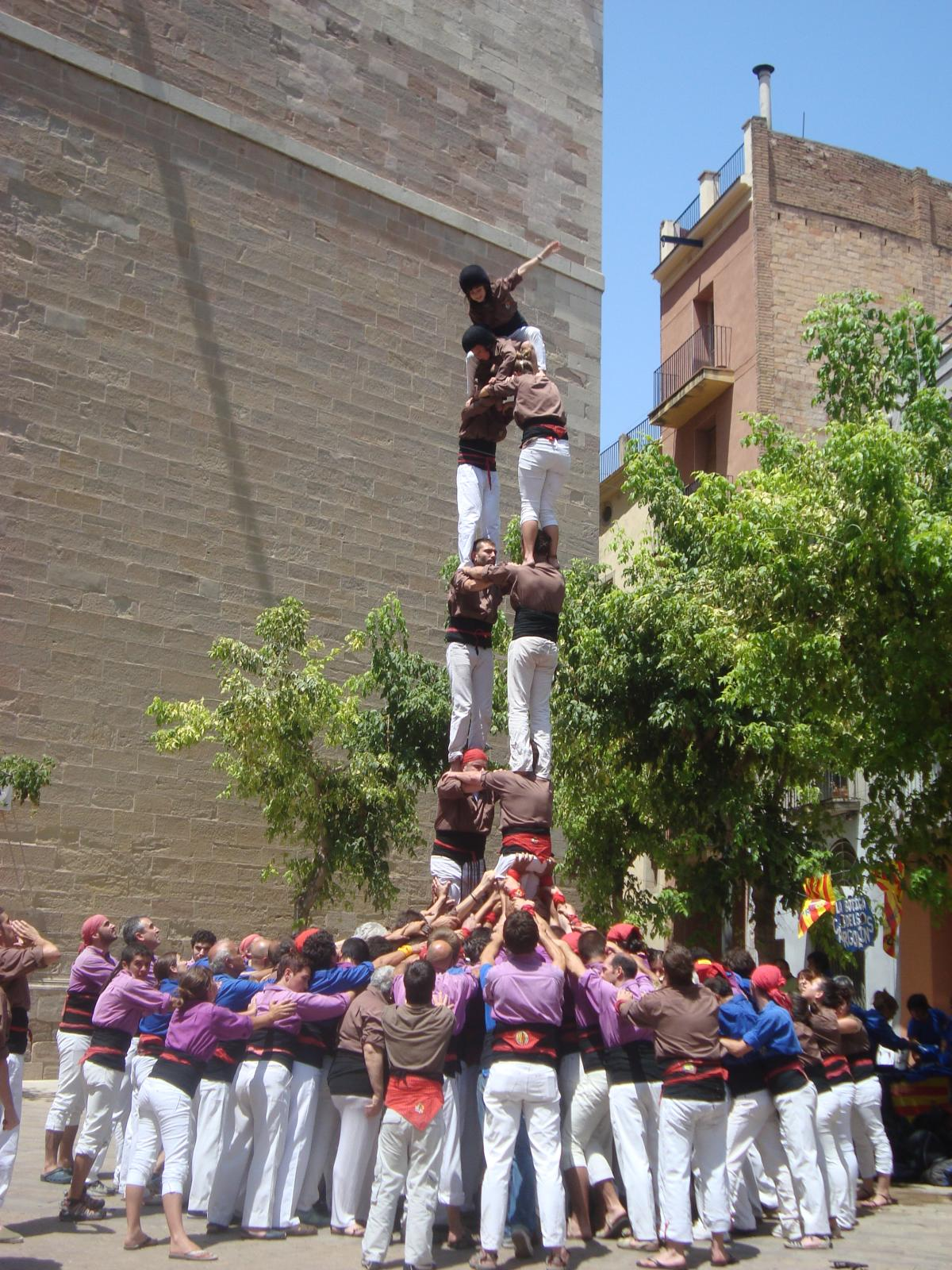
2 de 6 dels Margeners, l'any 2011 a Igualada

La presentació pública va tenir lloc el 9 de setembre del 2007 durant la Festa Major de Guissona. En aquesta primera actuació, amb camises encara de color blanc, van descarregar ja el tres de sis, el cinc de sis i el quatre de sis amb l'agulla. La colla va ser apadrinada pels Castellers de Lleida i els Castellers de Cornellà.
Durant la diada dels Minyons de l'Arboç del 9 de desembre del 2007 i, per tant, només tres mesos justos després de la seva presentació, van sorprendre tot el món casteller descarregant el seu primer castell de set: un quatre de set, acompanyat d'un quatre de sis amb l'agulla i d'un cinc de sis.
La temporada 2011 suposa per als Margeners una temporada de somni com que van descarregar el seu primer 2 de 7 el 21 d'agost a Mollet del Vallès, i també el seu primer 4 de 8 l'11 de setembre a la Festa Major de la seva vila. Finalment, el 6 de novembre per la seva Diada descarregarien altre cop totes dues estructures en una mateixa actuació, completant conjuntament amb un 5 de 7 i un pilar de 5 per finalitzar la seva millor actuació fins al moment. Els Margeners de Guissona són una colla que es caracteritza pel rigor, serietat i autoexigència a l'hora de portar les seves construccions a plaça, fet que queda abastament il·lustrat veient el seu regular, incessant i fulgurant progrés tècnic.

### Temporades
La taula següent mostra el nombre de castells descarregats (D) i carregats (C), excloent-ne intents i intents desmuntats, i d'actuacions fetes a cada temporada pels Margeners de Guissona des de la fundació de la colla, l'any 1994, fins a l'actualitat. Els castells apareixen ordenats segons el nivell de dificultat estipulat en les taules de puntuacions del Concurs de castells Vila de Torredembarra del 2011 i, a partir del 4 de 7, del Concurs de castells de Tarragona del 2012.
La colla edita una revista anomenada No et quedis al marge!. L'any 2010, la colla estrena seu social i local d'assaig a l'històric edifici de l'antic Centre Catòlic, a la plaça del Bisbe Benlloch de la vila.
En acabar-se la temporada 2009, junt amb les colles de Salt, Vic i el Vendrell, la colla guissonenca duu a terme la Prova Pilot del projecte «Tots som una colla», iniciativa de la Coordinadora de Colles Castelleres de Catalunya per a la integració de població nouvinguda dins el món casteller. Durant la temporada 2010, els Margeners de Guissona participen novament en aquest projecte d'integració.

## Guissona, plaça de nou
Amb l'aparició dels Margeners l'any 2007, la vila de Guissona, de poc més de sis mil habitants, entra de ple en el panorama casteller. Des de la colla local s'han dedicat molts esforços en fer d'aquesta una plaça castellera de referència. Així, en les diades castelleres principals que se celebren a la vila, es treballa per convidar colles de gran varietat, tant pel que fa al nivell tècnic com a la procedència geogràfica. 
A l'actuació de la segona Diada de la Colla dels Margeners, el 8 de novembre del 2008, Guissona esdevé la primera plaça de la història del món casteller on es veu un Pilar de sis parat per una dona al terç, fet totalment inèdit i únic fins al moment, i que ve de la mà de la colla convidada Minyons de Terrassa. 
Just un any després, durant la ja històrica actuació de la 3a Diada de la Colla dels Margeners, el 8 de novembre del 2009, els Minyons de Terrassa fan de Guissona una «plaça de nou» en descarregar-hi el 3 de 9 amb folre, fent entrar així la vila segarrenca en el privilegiat grup de poblacions que han pogut veure castells de nou.
L'any següent, aquesta categoria de plaça de nou es veu reeditada per partida doble. Primer en l'actuació de la Festa Major, el 12 de setembre del 2010, quan els Capgrossos de Mataró hi descarreguen també el 3 de 9 amb folre. Menys de dos mesos després, el 7 de novembre del 2010, en el marc de la 4a Diada de la Colla dels Margeners, quan aquest mateix castell torna a ser descarregat a la Plaça Major guissonenca novament pels Minyons de Terrassa.

## Reconeixements
L'any 2008, la Revista Castells atorga la "Beca Castells" a la colla Margeners de Guissona ex aequo amb la colla Salats de Súria.
L'any 2010, el projecte dels Margeners de Guissona "Compartim Sensacions" -que vol facilitar la integració de les persones invidents en el món casteller- rep també la "Beca Castells", convertint així els Margeners en la primera i única colla que ha rebut aquest guardó en més d'una ocasió.

## Castells
| Castell        | Carregat | Descarregat                    |  |
| Quatre de vuit | ---      | 11-09-2011 - Guissona          |  |
| Dos de set     | ---      | 22-08-2011 - Mollet del Vallès |  |
| Quatre de set  | ---      | 09-12-2007 - L'Arboç           |  |

Millor actuació
6-11-2011, 5a Diada de la Colla: Tres pilars de 4 simultanis, 4 de 8, 2 de 7, 5 de 7, Pilar de cinc, pilar de 5 amb folre de canalla.)

## Apadrinaments
Els Margeners de Guissona van ser apadrinats al seu inici pels Castellers de Lleida, la que era en el seu moment l'única colla de la província, i els Castellers de Cornellà. La colla era padrina de la colla creada a Solsona, els Castellers de Solsona, actualment desapareguda.